# Minh Châu, Hà Nội
Minh Châu là một xã thuộc thành phố Hà Nội, Việt Nam. Nằm trên bãi giữa sông Hồng, nơi hội tụ ba dòng sông Hồng, Đà, Lô, đây là xã đảo duy nhất của thủ đô.
Xã Minh Châu có diện tích 9,94 km², dân số năm 2025 là 6.639 người, mật độ dân số đạt 668 người/km².

## Lịch sử
Xã được thành lập ngày 5 tháng 5 năm 1955, có ba thôn là Chu Chàng, Chu Châu và Liễu Châu. Sau đó 20 ngày, Chi bộ Đảng Cộng sản đầu tiên của xã được thành lập với 10 đảng viên. Đến năm 1962, Đảng bộ xã chính thức được thành lập. Năm 1972, do thường xảy ra ngập lụt, thôn Liễu Châu được tách khỏi xã để sáp nhập với thị trấn Tây Đằng.
Cho đến trước đợt Sáp nhập tỉnh, thành Việt Nam 2025, xã Minh Châu trực thuộc huyện Ba Vì.
Vào ngày 16 tháng 6 năm 2025, xã Minh Châu mới được thành lập theo Nghị quyết số 1656/NQ-UBTVQH15 của Ủy ban Thường vụ Quốc hội. Theo đó, sắp xếp toàn bộ diện tích tự nhiên, quy mô dân số của xã Minh Châu, một phần diện tích tự nhiên của thị trấn Tây Đằng và xã Chu Minh thành xã mới, lấy tên là xã Minh Châu.

## Địa lý
Nằm ở bãi giữa sông Hồng, nơi hội tụ ba dòng sông Đà, Lô, Hồng, đây là xã đảo duy nhất của Hà Nội, với diện tích 9,94 km², so với trước sắp xếp là 5,63 km².
Sau đợt sáp nhập cấp xã năm 2025, Minh Châu tiếp giáp:
- Xã Vật Lại ở phía tây bắc
- Xã Quảng Oai ở phía tây nam[11]
- Xã Vĩnh Thành, tỉnh Phú Thọ ở phía đông bắc
- Xã Vĩnh Phú, tỉnh Phú Thọ ở phía đông nam.

Xã nằm cách trung tâm Hà Nội khoảng 60 km, có hai thôn là Chu Châu và Chu Chàng, nơi đặt Ủy ban Nhân dân xã.

## Kinh tế và cơ sở hạ tầng
Nông nghiệp chiếm tỷ trọng lớn tới 85,6%, tiểu thủ công nghiệp cũng như các ngành nghề thương mại, dịch vụ kém phát triển. Các loại nông sản tại đây bao gồm ngô, đậu, bắp cải, chuối, đu đủ. Đàn bò của xã có hơn 4.600 con, trong đó khoảng 2.200 bò sữa sản xuất hơn 20 tấn sữa/ngày, còn lại là bò sinh sản và bò thịt. Xã cũng có hơn 10.000 con lợn, 12.000 gia cầm và 2.500 con chó. Toàn xã có 270 ha đất trồng trọt thì diện tích trồng cỏ voi chiếm 156 ha.
Tổng giá trị sản xuất năm 2023 toàn xã đạt 422 tỷ đồng, đạt 100,1% KH, tăng 10,2% so với năm 2022. Trong đó, nông nghiệp đạt 274,6 tỷ đồng; tiểu thủ công nghiệp – xây dựng đạt 30 tỷ đồng; Thương mại, dịch vụ và các ngành khác đạt 117,4 tỷ đồng. Thu nhập bình quân đầu người của Minh Châu năm 2023 là 64,5 triệu đồng, so với cả Hà Nội là 151 triệu đồng.
Trên địa bàn xã chỉ có một vài cửa hàng tạp hóa, giải khát và duy nhất một quán hàng ăn.
Năm 2000, Minh Châu là xã cuối cùng của tỉnh Hà Tây cũ có điện lưới quốc gia. Năm 2005 mới có sóng điện thoại và đến 2015 – 2016 mới phủ sóng Internet theo đường truyền từ Vĩnh Phúc, và đến năm 2019, xã được công nhận đạt chuẩn nông thôn mới. Tuy nhiên, phải đến trước Tết Giáp Thìn năm 2024, nước sạch mới được cấp cho nơi này. Trước đó, người dân hứng nước mưa để ăn uống, nước giếng khoan dùng trong sinh hoạt.

## Giao thông
Do nằm ở bãi bồi giữa sông Hồng, cả xã bị cô lập vào mùa nước lên, việc đi lại phụ thuộc vào thuyền, phà. Vào mùa khô, người dân có thể di chuyển bằng đường bộ sang xã Vĩnh Phú, Phú Thọ.
Chính quyền đã đề xuất xây cầu nối sang huyện Vĩnh Tường (Vĩnh Phúc cũ) để người dân đi lại thuận tiện, giúp xã phát triển kinh tế – xã hội. Vị trí được đề xuất xây cầu là bãi bồi tiếp giáp Vĩnh Phúc, với khoảng cách hơn 200 m.

## Nhân khẩu
Theo thống kê năm 1999, Minh Châu có 5.941 người. Đến năm 2023, dân số có 6.545 khẩu, sống ở 7 khu dân cư với 1.424 hộ. Sau sắp xếp, xã có dân số hơn 6.600 người, với nhiều người theo Công giáo.

## Giáo dục
Xã Minh Châu không có trường trung học phổ thông nên hàng ngày khoảng 400 học sinh phải đi phà qua sông Hồng để đến trường ở trung tâm huyện Ba Vì cũ. Xã có khoảng 1.300 học sinh từ mầm non đến trung học cơ sở.